# Morchella americana
Morille d'Amérique
Espèce
Morchella americana, la Morille d'Amérique, est une espèce de la famille des Morchellaceae. Caractérisée par son chapeau cylindriques aux alvéoles étirés verticalement et son habitat sous peuplier, on la retrouve tout aussi bien en Europe qu'en Amérique.

## Systématique
Le nom scientifique complet (avec auteur) de ce taxon est Morchella americana Clowez & Matherly.

### Synonymes
Morchella americana a pour synonyme :
- Morchella americana var. elongata Clowez

### Étymologie
L'épithète spécifique americana fait réfère à l'Amérique, d'où elle fut initialement décrite avant que l'on la retrouve également en Europe.

## Description du sporophore
Son chapeau mesure 2 à 12 (20-22) cm x 1,5 à 6 cm, c'est une espèce souvent grande. Il est souvent ovoïde à sommet rond, cylindrique, plus allongé que celui de M. esculenta. Il est d'abord gris (rappelant M. vulgaris), brun jaunâtre puis jaune paille, ses alvéoles primaires sont un peu étirés verticalement. Il ne roussit quasiment pas au toucher.
Le pied mesure 2 à 12 cm x 1,5 à 10 cm, il est épaissi à la base, blanc puis crème. 
Sa chair n'a pas d'odeur particulière.

## Galerie

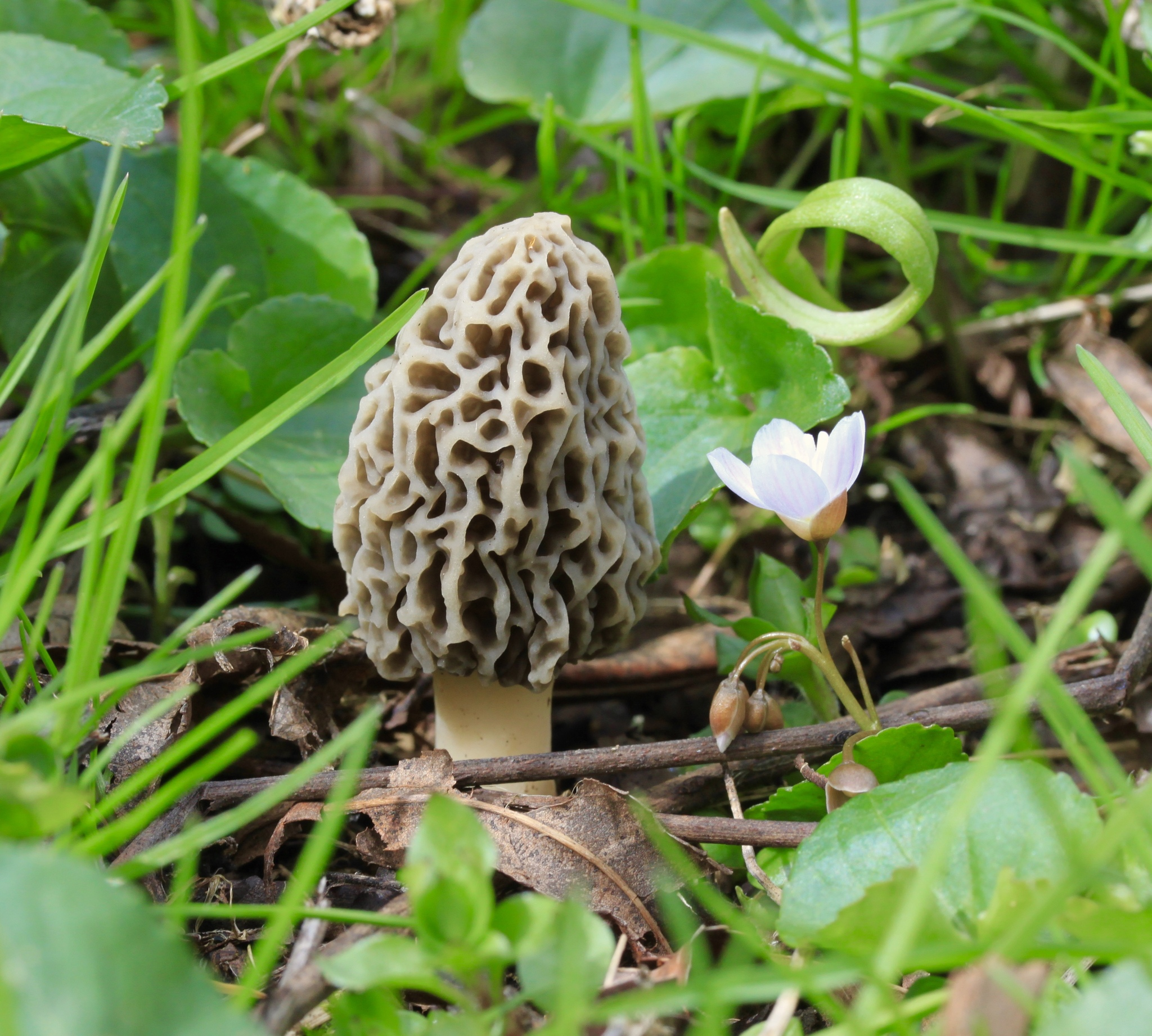
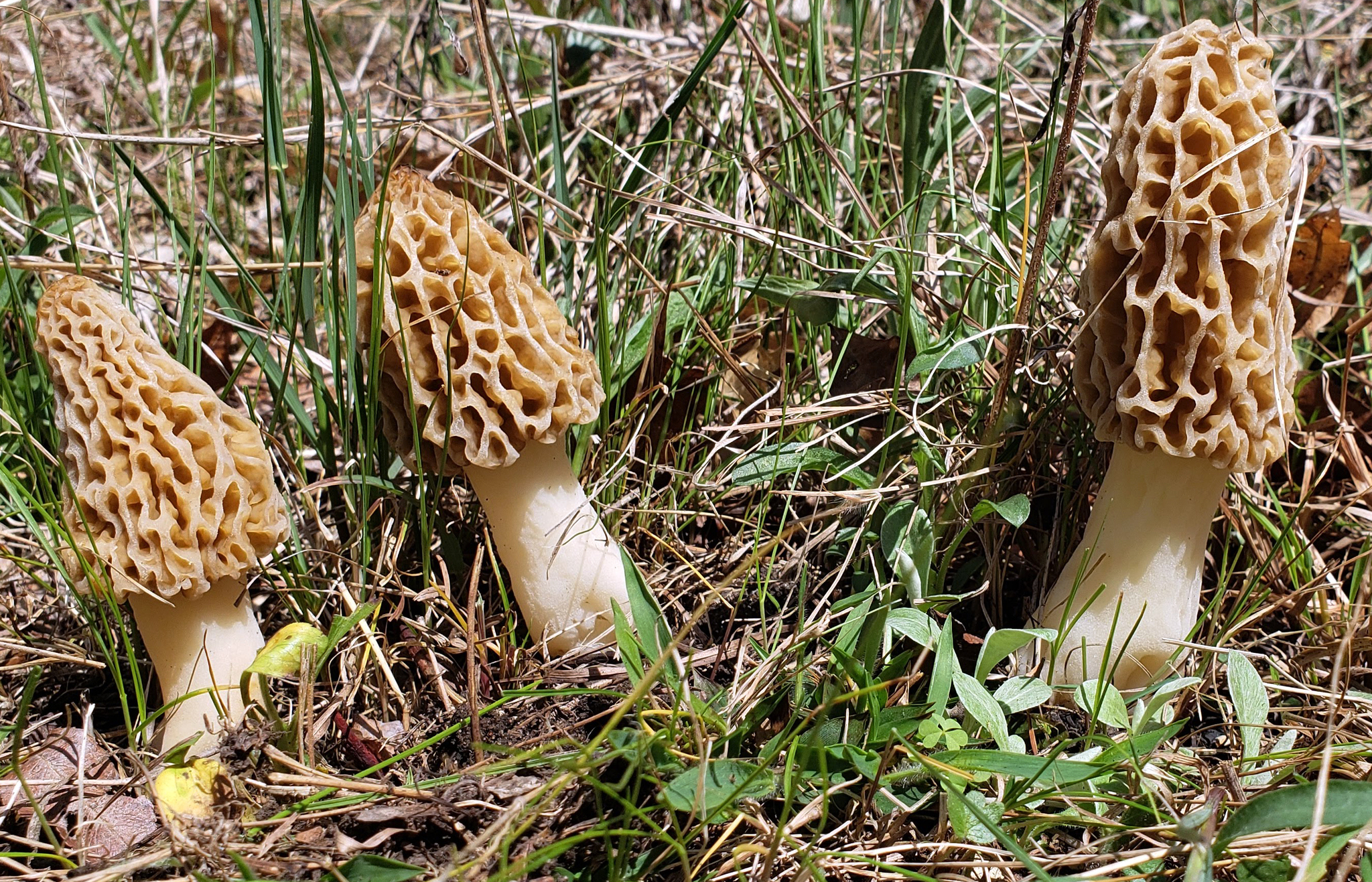
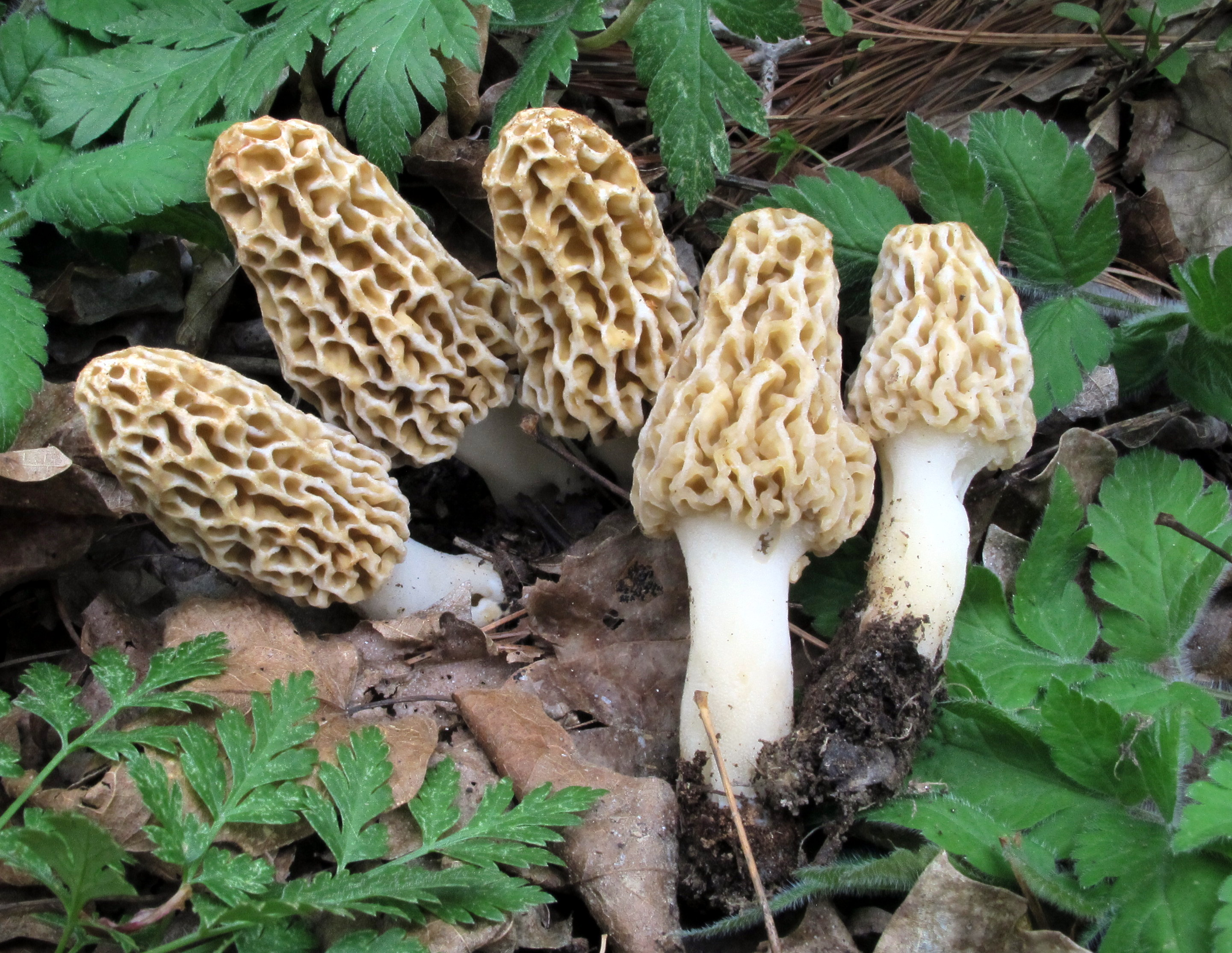
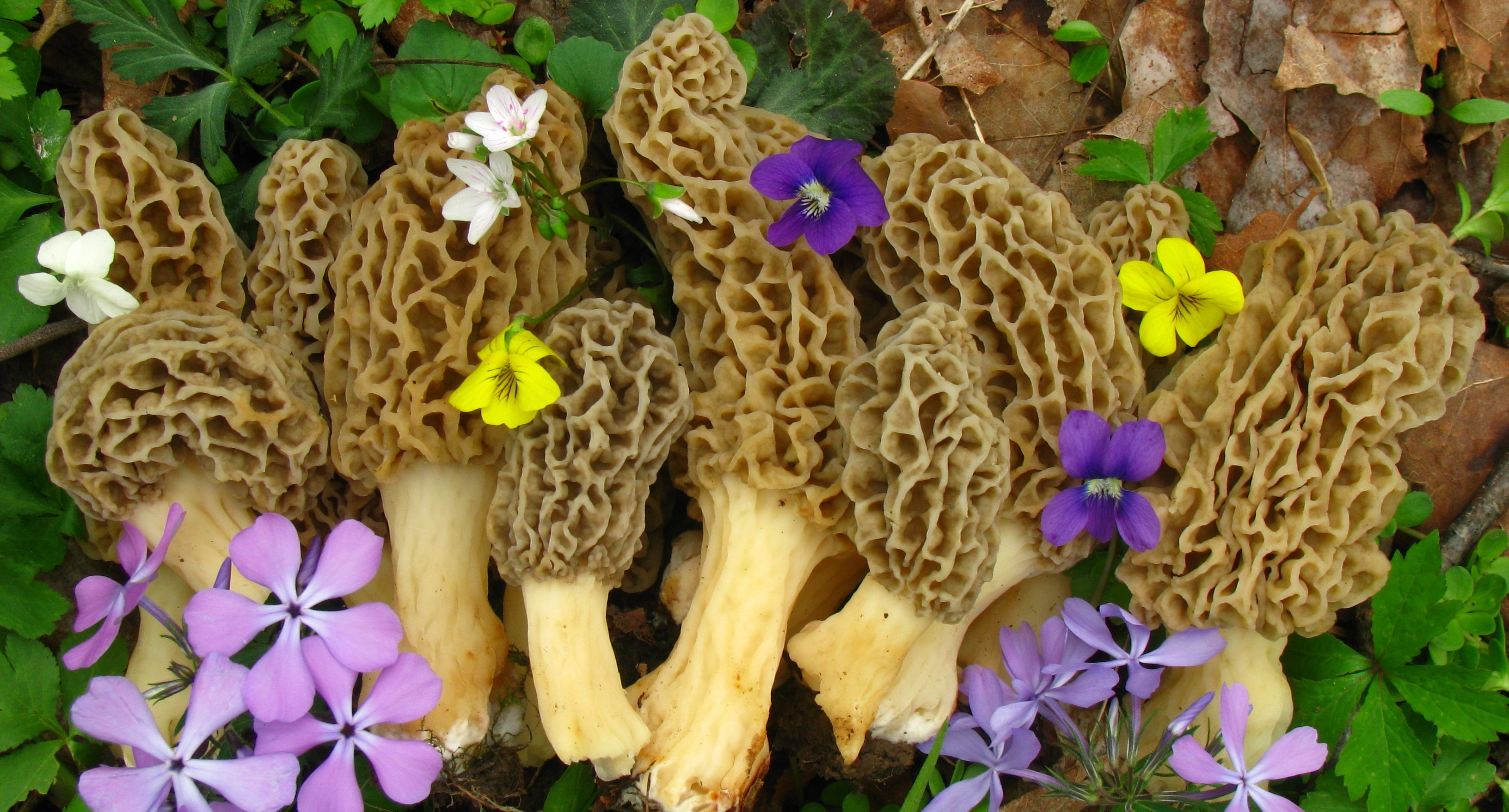

## Habitat et distribution
C'est une espèce mycorhizienne, distribuée surtout dans l'Est de la France, dans les forêts alluviales sous Peupliers et Frêne.

## Comestibilité
C'est un comestible réputé, toxique cru ou mal cuit, devant être consommé après une cuisson complète, de préférence après dessication puis réhydratation.

## Confusions possibles
- Morchella esculenta est très ressemblante mais son chapeau est plus ovoïde, ses alvéoles sont isodiamétriques et elle roussit nettement.
- Morchella vulgaris peut lui ressembler dans la jeunesse lorsqu'elle est gris mais celle-ci possède des crêtes verruqueuses.